# Райт, Фридерик Адам
Фридерик Адам Райт (англ. Frederick Adam Wright; 16 февраля 1869, Горлстон-он-Си — 2 августа 1946, Фалмут) — английский филолог-классик и переводчик.
Окончил школу в Грейт-Ярмуте и Колледж Магдалены Кембриджского университета. Преподавал в школах в Брайтоне и Милл-Хилле (ныне лондонский район Барнет). В 1913—1935 гг. заведовал кафедрой классической филологии в колледже Биркбек (ныне часть Лондонского университета).
Райт написал «Историю позднелатинской литературы» (англ. A history of later Latin literature; 1931), «Историю поздней греческой литературы» (англ. A history of later Greek literature from the death of Alexander in 323 B.C. to the death of Justinian in 565 A.D.; 1932), биографию Марка Випсания Агриппы (англ. Marcus Agrippa: Organizer of Victory; 1937), очерк жизни и творчества Плавта, Катулла и Овидия (англ. Three Roman Poets — Plautus, Catullus, Ovid; 1938). В 1916 г. выпустил сборник собственной поэзии «Дом на холме и другие стихотворения» (англ. The house on the hill, and other poems). Особый интерес представляет монография Райта «Феминизм в греческой литературе от Гомера до Аристотеля» (англ. Feminism in Greek literature from Homer to Aristotle; 1923) — очерк места женщины в древних Афинах по литературным источникам, в котором Райт приходит к выводу, что униженное положение женщины в Древней Греции послужило одной из важнейших причин гибели древнегреческой цивилизации.
В переводе Райта изданы, среди прочего, письма Алкифрона (1922), собрание любовных стихотворений из Палатинской антологии «Пояс Афродиты» (англ. The Girdle of Aphrodite, The Complete Love Poems of the Palatine Anthology; 1923), «Наука любви» Овидия (англ. The Lover's Handbook; 1923), собрание стихотворений Мелеагра Гадарского (1924), «Эпиграммы» Марциала (1925), труды Лиутпранда Кремонского (1930), письма Святого Иеронима (1933) и др. Кроме того, он отредактировал и частично переписал выполненный в XVI веке Томасом Андердауном первый английский перевод «Эфиопики» Гелиодора.